# يوري بوشمان
يوري بوشمان (بالأوكرانية: Бушман Юрій В'ячеславович)‏ هو لاعب كرة قدم أوكراني في مركز الوسط، ولد في 14 مايو 1990 في كييف في أوكرانيا. لعب مع أرسنال كييف ونادي كيزيلجار.

## وصلات خارجية
- يوري بوشمان على موقع اتحاد أوكرانيا (الإنجليزية)
- يوري بوشمان على موقع قاعدة بيانات كرة القدم.إي يو (الإنجليزية)
- يوري بوشمان على موقع Soccerway.com (الإنجليزية)